# John Leavey
Herbert James "John" Leavey (Guildford, 5 november 1886 – Kensington, 18 mei 1954) was een Engels voetballer en voetbaltrainer. Hij kwam tijdens zijn spelersloopbaan onder meer uit voor Plymouth Argyle, Liverpool, Barnsley, Bradford en Portsmouth. Hierna was Leavey trainer in Nederland bij PSV, SV Gouda en HRC.

## Biografie
Leavey begon zijn carrière in zijn vaderland in 1908 als voetballer bij Plymouth Argyle FC. Drie jaar later ging hij naar Liverpool FC en in 1912 speelde hij voor Barnsley, dat hetzelfde seizoen winnaar werd van de FA Cup. Daarna volgde hij zijn transfer naar Bradford Park Avenue FC en in 1919 werd Leavey speler-coach van Boscombe FC. In 1920 speelde hij nog een seizoen voor Portsmouth FC.
In 1922 brak voor hem de Nederlandse periode aan, toen hij voor vier jaar als hoofdtrainer door PSV werd gecontracteerd. Hij wordt gezien als de grondlegger van de jeugdafdeling van PSV. In 1926 begon hij als oefenmeester van het ambitieuze HRC in Den Helder. HRC was toen Derdeklasser, maar nog hetzelfde jaar promoveerden de Roodjakken naar de Tweede Klasse. Na een onderbreking van enkele jaren, waar hij tussen 1926 en 1928 in onderhuur ook als trainer van SV Gouda fungeerde, keerde hij terug naar HRC, dat toen inmiddels weer in de Derde Klasse speelde. Tussen maart en november 1935 gaf hij ook een half jaar training aan SV Texel.
Tijdens het seizoen 1939/40 was de inval van Duitsland in Nederland die op 10 mei 1940 de Tweede Wereldoorlog inleidde, waarop Leavey vertrok naar Groot-Brittannië. Na de Tweede Wereldoorlog keerde Leavey weer in december 1945 terug in Den Helder. Met succes bracht hij de inmiddels afgezakte club in 1950 weer naar de Tweede Klasse. Na in totaal meer dan veertien jaar oefenmeester van HRC te zijn geweest verliet hij in juni 1952 de club om zich weer in Engeland te vestigen. Hij stierf in mei 1954 in Kensington te Londen aan een hartverlamming.

## Loopbaan als trainer
| Periode   | Club        | Land      | Competitie                 | Functie        |
| --------- | ----------- | --------- | -------------------------- | -------------- |
| 1919–1920 | Boscombe FC | Engeland  | Southern League            | Speler/Trainer |
| 1922–1926 | PSV         | Nederland | Tweede Klasse              | Trainer        |
| 1926–1928 | HRC         | Nederland | Derde Klasse Tweede Klasse | Trainer        |
| 1926–1932 | → SV Gouda  | Nederland | Derde Klasse               | Trainer        |
| 1935–1952 | HRC         | Nederland | Derde Klasse Tweede Klasse | Trainer        |

## Erelijst

### Als speler
- Runner-up Second Division: 1914 (Bradford Park Avenue AFC)
- Winnaar FA Cup: 1912 (Barnsley FC)

### Als trainer
- Kampioen Tweede Klasse: 1925/26 (PSV)
- Kampioen Derde Klasse: 1926/27, 1935/36, 1945/46, 1949/50 (HRC) 1926/27, 1927/28 (SV Gouda)